# تظليل كلامي
التظليل الكلامي، هو تقنية تجريبية لغوية نفسية يكرر من خلالها الأشخاص الكلام بعد مهلة محددة من بداية سماعهم لعبارة ما. تُعتبر المدة الزمنية التي تفصل بين سماع الكلام والاستجابة بمثابة الوقت الذي يستغرقه الدماغ في معالجة الكلام والنطق به. ترشد تعليمات المهمة المشاركين إلى البدء بالتظليل الكلامي، الأمر الذي يولد لديهم النية في إعادة نطق العبارة تزامنًا مع معالجة الباحات الحركية في الدماغ لبناء الجملة ودلالات الكلمات المنطوقة بصورة غير واعية. تحاكي الكلمات المكررة في مهمة التظليل الكلامي أسلوب التعبير المُستخدم في الكلام المظلل.
تشير الاختبارات الموحدة إلى وصول المهلة الزمنية للاستجابة بين إدراك الكلام والنطق به إلى 250 مللي ثانية. وفي المقابل، تصل المهلة الزمنية هذه لدى الأشخاص الذين يهيمن النصف الأيسر من دماغهم على الأيمن إلى 150 مللي ثانية. يُظهر التصوير الوظيفي ارتباط التظليل الكلامي بالمجرى الظهري. تربط هذه المنطقة ما بين التمثيل السمعي والحركي للكلام من خلال مسار يمتد بين القشرة الصدغية العلوية مرورًا بالقشرة الجدارية السفلية وصولًا إلى القشرتين الأماميتين الخلفية والسفلية، أي تحديدًا في منطقة بروكا.
ابتكرت مجموعة لينيغراد بقيادة لودميلا تشيستوفيتش وفاليريج كوزفينكوف تقنية التظليل الكلامي باعتبارها تقنيةً بحثيةً في أواخر خمسينيات القرن العشرين. عمل ألفين ليبرمان وفرانكلين إس. كوبر على تطوير النظرية الحركية للإدراك الكلامي في خمسينيات ذلك القرن أيضًا. استُخدمت هذه النظرية في البحوث المتعلقة بالتلعثم والانتباه المقسّم الموزّع، مع التركيز على التشتيت المتعلق بالمسموعات التخاطبية أثناء القيادة. ينطوي التظليل الكلامي على استخدامات في سياق تعلم اللغة، والترجمة، والغناء.

## نبذة تاريخية
اهتمت مجموعة لينيغراد بدارسة المهلة الزمنية التي تفصل بين صياغة الكلام وإدراكه، الأمر الذي دفعها إلى ابتكار تقنية التظليل الكلامي بغرض قياس هذا الاختلاف الزمني. وُضع حنك اصطناعي في فم المتحدث بهدف قياس الوقت الذي يبدأ فيه الكلام، إذ يبدأ قياس الوقت الذي يستغرقه رد الفعل عند تحرك اللسان لبدء النطق ولمسه للحنك. خلصت التجربة إلى السرعة المنتظمة للوقت الذي يستغرقه رد الفعل عند النطق بالأحرف الساكنة مقارنةً بالأحرف المتحركة.[15] يعتمد الوقت الذي يستغرقه رد الفعل عند النطق بحرف متحرك على الحرف الساكن الذي يسبقه، الأمر الذي دعم الفرضية القائلة إن الوحدة اللفظية (الفونيم) -لا المقطع اللفظي- هي أبسط الوحدات الكلامية التي يسجلها الدماغ. تُعتبر الوحدة اللفظية بمثابة أصغر الوحدات الصوتية القابلة للتمييز، وتبقى أصغر وحدة ذات معنى هي المقطع اللفظي المكون من حرف ساكن وآخر متحرك.
ركز كل من لودميلا تشيستوفيتش وفاليريج كوزفينكوف على البحوث المتعلقة بالعمليات العقلية المحفزة لوظائف الإدراك وإنتاج الكلام أثناء التواصل. اعتُبر الإدراك الكلامي –من منظور علم اللغة- بمثابة عملية متسلسلة زمنيًا وتنطوي على تحليل الكلمات المتكررة بانتظام والكلمات المتشابهة من الناحية الصوتية، لكن خلص كل من تشيستوفيتش وكوزفينكوف إلى اعتبار الإدراك الكلامي بمثابة اندماج تدريجي للمقاطع اللفظية، الأمر الذي يُعرف باسم الديناميكا اللاخطية. يشير هذا المصطلح إلى إدراك تنوع النغمات والمقاطع اللفظية في الكلام دون الانتباه الواعي للتأخير، ونسيانه بسبب السعة المحدودة للذاكرة العاملة. ساهمت هذه الملاحظات في تطوير بحث حول تقنية التظليل الكلامي واستخدامها في البحوث المتعلقة بعلم اللغة النفسي.
استُخدم التظليل في قياس الوقت الذي يستغرقه رد الفعل المتمثل بتكرار المقاطع اللفظية المكونة من حرف ساكن وحرف صوتي. قيست الأحرف الساكنة السنخية عند ملامسة اللسان للحنك الاصطناعي لأول مرة، بينما قيست الأحرف الساكنة الشفوية عند لمس القطع المعدنية جراء ملامسة الشفة العلوية والسفلية بعضهما البعض. يبدأ المشارك في محاكاة الحرف الساكن عندما ينتهي المتحدث من نطقه. حوّلت هذه الاستجابة المنتظمة في سرعتها تركيز البحث نحو التظليل الكلامي الوثيق.
ينطوي التظليل الكلامي الوثيق على تطلب التقنية تكرارًا فوريًا بأسرع وتيرة يستطيع الشخص تحقيقها. لا تسمح هذه التقنية للأشخاص بسماع العبارة كاملةً مسبقًا، ولا تترك لهم مجالًا لفهم الكلمات المنطوقة حتى نهاية الجملة. تبيّن أن مهلة التأخير في التظليل الكلامي الوثيق تصل إلى أقصر وقت ممكن، أي 250 مللي ثانية. تبيّن أيضًا أنها تصل إلى حدها الأدنى لدى الأشخاص الذين يهيمن النصف الأيسر من دماغهم على الأيمن، أي 150مللي ثانية. ترتبط هيمنة النصف الأيسر من الدماغ بأداء أفضل في المهارات اللغوية ومعالجة المعلومات، إذ ينخرط النصف الأيسر في الأنماط التحليلية للأفكار والتجارب التي تسهل مهمة التظليل الكلامي.
يرتبط التأخير القصير في الاستجابة بتسجيل الباحات الحركية في الدماغ لإشارات متعلقة بالحروف الساكنة وحسب، لذا يخمن الدماغ المقطع اللفظي المتحرك المجاور للساكن قبل سماعه. لا يتحقق فعل النطق بالكلام بالاستناد إلى هذا التخمين إلا بعد تسجيل هذا الحرف المتحرك في النظام السمعي. تتأخر الاستجابة قليلًا في حال الفشل في تخمين الحرف المتحرك، وذلك بسبب استغراق المنطقة الحركية وقتًا في استحداث حرف متحرك بديل.

## الأداء البيولوجي
ابتكرت البحوث نموذجًا بيولوجيًا يشرح كيفية الإدراك الفوري لمعنى الكلام حتى وإن لم يسمع الشخص الجملة من قبل. يتطلب الأمر بدايةً فهمًا للخصائص النحوية والمفرداتية والفونيمية. يقتضي الإدراك الكلامي أيضًا تعرف المكونات المادية للنظام السمعي على أوجه التشابه بين الأصوات. تنتقل الطاقة داخل الغشاء القاعدي، حيث يُمكن ملاحظة وجود ترددات محددة وحيث تنشط الخلايا الشعيرية السمعية. يمكن تحفيز الخلايا الشعيرية السمعية من خلال النشاط الحاد عند مضي 100 مللي ثانية على الانبعاث النغمي. تبين هذه المدة الزمنية وجود إمكانية لتحسين القدرة على التظليل الكلامي من خلال استخدام عبارة معتدلة السرعة.
يُعتبر التظليل الكلامي بمثابة تقنية معقدة، فهو لا يقتصر على استخدام النظام السمعي وحسب. يُمكن للاستجابة التظليلية تقليص مدة التأخير من خلال تحليل الاختلاف الزمني في النطق بالوحدات اللفظية في المقطع اللفظي الواحد. لا يُمكن فصل عملية الإدراك الكلامي والاستجابة اللاحقة المتمثلة بالنطق بالكلام خلال مهمة التظليل، إذ تتداخل هاتين العمليتين فيما بينهما. ينتقل النظام السمعي بين مرحلة الترجمة التي تنطوي على إدراك الوحدات اللفظية ومرحلة الاختيار التي تشتمل على توقع الوحدات اللفظية التالية بهدف خلق استجابة فورية. تُقدر هذه المدة الزمنية التي يحدث خلالها التداخل بـ 20-90 مللي ثانية، إذ يعتمد الأمر على تركيبات الأحرف المتحركة والأحرف الساكنة.
تنطوي مرحلة الترجمة على رموز واردة تتطلب تدخل النظام السمعي والشبكات العصبية، بينما تتضمن مرحلة الاختيار رموزًا صادرةً تقتضي استخدام مجموعات العضلات التي تساهم بدورها في خلق الاستجابة. تختلف أنظمة الترميز هذه فيما بينها من الناحية الوظيفية، لكنها تتفاعل بغية إنشاء حلقة تغذية راجعة إيجابية في الأداء السمعي. يمكن تحسين هذه العلاقة التي تربط بين الإدراك والاستجابة في مهمة التظليل الكلامي، وذلك من خلال الاستفادة من التعليمات المُقدمة للمشاركين. يخلص تحليل الاختلافات في تعليمات مهام التظليل الكلامي إلى استعداد الأنظمة الحركية للاستجابة على النحو الأمثل في كل حالة من الحالات، بالإضافة إلى جهوزيتها لتقليل التأخير في الوقت المستغرق لخلق رد الفعل. تحدث عمليات التفاعل هذه -بين الأنظمة التي تسمح بإدراك الكلام والنطق به- دون وعي. تُعتبر التغذية الراجعة هذه بمثابة عملية خطية في الواقع الوظيفي. لا ينطوي الواقع الوظيفي -بعد تكليف المشاركين بالتظليل الكلامي- سوى على النية لإعادة إنتاج الكلام والاستماع النشط والنطق.
يرتبط الإدراك الكلامي أيضًا بمهارات المعالجة الصوتية، أي التعرف على جميع الوحدات اللفظية في اللغة وكيفية دمجها لتكوين مقاطع لفظية مشتركة. قد يؤثر تدني مستوى الفهم فيما يتعلق بالمعايير الصوتية سلبًا على الأداء في مهمة التظليل الكلامي، إذ يمكن ملاحظة هذا الأمر عن طريق تضمين المهمة كلمات سليمة لكن غير منطقية في آن واحد. تقلل المهارات المتقدمة في المعالجة الصوتية من الوقت المستغرق لتكوين رد الفعل، إذ يعاني المشاركون ذوي المهارات المتدنية في المعالجة الصوتية من الالتباس والتأخير في الاستجابات.